# Mesquite, Texas
Mesquite, Texas là một thành phố thuộc quận Dallas và Kaufman trong tiểu bang Texas, Hoa Kỳ. Thành phố có tổng diện tích 43,5 dặm vuông Anh (113 km2), trong đó diện tích đất là 43,4 dặm vuông Anh (112 km2). Theo điều tra dân số Hoa Kỳ năm 2010, thành phố có dân số 139.824 người, là thành phố đông dân thứ 178 tại Hoa Kỳ và thành phố lớn thứ bang Texas năm 2010.